# Mumford & Sons
Mumford & Sons (transkr. Mamford end sans) je engleska folk rok grupa iz Londona. Grupu predvodi Markus Mamford.
Mumford & Sons snimili su EP Love Your Ground i nastupali su po manjim mestima u Velikoj Britaniji i Sjedinjenim Američkim Državama i na taj način pokušali da dopru do nove publike i podignu interesovanja za predstojeći album.
Njihov debi album Sigh No More izašao je oktobra 2009. u Ujedinjenom Kraljevstvu, a februara 2010. i u Sjedinjenim Američkim Državama. Doneo im je dve nagrade Gremi, i pobedu na BRIT nagradama 2011. u kategoriji Najbolji britanski album.
Drugi album Babel objavili su u septembru 2012. i ubrzo je postao najbrže prodavan album te godine u Ujedinjenom Kraljevstvu.

## Članovi

### Sadašnji
- Markus Mamford — vokal, gitara, bubanj, mandolina
- Vinston Maršal — vokal, bendžo, gitara
- Ben Lavet — vokal, klavijature, klavir, harmonika, bubanj
- Ted Dvejn — vokal, kontrabas, bas-gitara, bubanj

## Diskografija

### Studijski albumi
- (2009)
- (2012)
- (2015)
- (2018)

### izdanja
- (2016)

## Nagrade i nominacije
| Godina | Nagrada  | Kategorija   | Nominovano delo | Ishod      |
| ------ | -------- | ------------ | --------------- | ---------- |
| 2010.  | Merkjuri | Album godine |                 | Nominacija |

## Spoljašnje veze
- Zvanična prezentacija
- Diskogs stranica
- Zvaničan Jutjub kanal
- Zvanična Fejsbuk stranica